# Apetatitlán Antonio Carbajal
Apetatitlán Antonio Carbajal är en ort i Mexiko.   Den ligger i kommunen Apetatitlán de Antonio Carvajal och delstaten Tlaxcala, i den sydöstra delen av landet, 100 km öster om huvudstaden Mexico City. Apetatitlán Antonio Carbajal ligger 2 291 meter över havet och antalet invånare är 7 026.
Terrängen runt Apetatitlán Antonio Carbajal är kuperad söderut, men norrut är den platt. Apetatitlán Antonio Carbajal ligger nere i en dal. Runt Apetatitlán Antonio Carbajal är det mycket tätbefolkat, med 1 463 invånare per kvadratkilometer. Närmaste större samhälle är Tlaxcala de Xicohtencatl, 2,9 km sydväst om Apetatitlán Antonio Carbajal. Trakten runt Apetatitlán Antonio Carbajal består till största delen av jordbruksmark.